# Федык, Иван Зенонович
Иван Зенонович Федык (укр. Іван Зінонович Федик; род. 9 июля 1987, Дрогобыч, Львовская область) — украинский футбольный тренер, главный тренер.

## Биография
Родился 9 июля 1987 года в Дрогобыче Львовской области.
Учился во Львовском государственном университете физической культуры на кафедре футбола. Работал обозревателем спортивной газеты «Спортивка». В конце 2010-х годов познакомился с главным тренером львовских «Карпат» Олегом Кононовым, который предложил Федыку попробовать себя в качестве тренера. С 2010 по 2012 год Федык являлся детским тренером в академии футбола «УФК-Карпаты». Вместе с Кононовым работал в «Севастополе» (2012—2013) и «Краснодаре» (2013—2014).
В 2017 году вошёл в тренерский штаб Леонида Кучука, возглавлявшего каменскую «Сталь», где являлся тренером по физподготовке. После помогал белорусскому специалисту в «Ростове» и львовском «Рухе». 15 июня 2020 года, после ухода с тренерского мостика Юрия Бакалова, стал главным тренером «Руха». Под его руководством команда впервые сыграла 29 июня 2020 года в матче Первой лиги Украины против «Николаева» (1:1). По итогам сезона «Рух» впервые сумел выйти в Премьер-лигу Украины. За победу над «Днепром-1» (4:1) Федык был назван лучшим тренером 13-го тура УПЛ.

## Достижения
- Серебряный призёр Первой лиги Украины: 2019/20

## Статистика в качестве главного тренера
| Клуб          | Начало работы | Окончание работы | Результаты | Результаты | Результаты | Результаты | Результаты |
| Клуб          | Начало работы | Окончание работы | М          | В          | Н          | П          | % побед    |
| ------------- | ------------- | ---------------- | ---------- | ---------- | ---------- | ---------- | ---------- |
| Рух (Львов)   | 15 июня 2020  | 4 августа 2021   | 26         | 7          | 10         | 9          | 026,92     |
| Рух-2 (Львов) | 5 июля 2024   | 19 мая 2025      | 19         | 6          | 3          | 10         | 031,58     |
| Рух (Львов)   | 11 июня 2025  |                  | 3          | 1          | 0          | 2          | 033,33     |
| Итого         | Итого         | Итого            | 48         | 14         | 13         | 21         | 029,17     |